# كلابيرتارت
هي كعكة إندونيسية متأثرة بالمطبخ الهولندي، مصدرها مطبخ ميناء حسن، بـ سولاويسي الشمالية. وتعني حرفياً «كعكة جوز الهند» أو «تورتة جوز الهند»، والتى تُصنع من الدقيق، السكر، الحليب، الزبدة، وكذلك لب وعصير جوز الهند.